# Rometta Apuana
Rometta Apuana nota comunemente come Rometta ed in antichità come Ulmeta è una frazione del comune di Fivizzano, in provincia di Massa-Carrara.

## Geografia fisica
Rometta Apuana è situata nella regione storica della Lunigiana, lungo la sponda destra del torrente Aulella. Sorge ad 8,5 km a sud-ovest dal capoluogo Fivizzano, presso il confine con il comune di Aulla.

## Storia
La testimonianza più antica riguarda la chiesa dedicata ai santi Pietro e Paolo, situata nel borgo antico, citata in un documento del 1126. Nella parte sommitale del paese si conservano i resti di fortificazione risalenti al XIII secolo: come riporta un documento del 1231, infatti, il vescovo di Luni Guglielmo e Pietro di Bernardino, della famiglia dei Bianchi d'Erberia, concessero a Venanzio, abate di San Caprasio di Aulla di fortificare l'abitato.

## Monumenti e luoghi d'interesse
- Chiesa dei Santi Pietro e Paolo, esistente dal XII secolo, con annesso campanile. Conserva all'interno affreschi ed è stata recentemente ristrutturata. Ad oggi non più in uso per messe e liturgie in quanto nel 1959 è stata costruita una nuova Chiesa.
- Cinta muraria del XIII secolo con porte a tutto sesto ristrutturate in periodi diversi.
- Villa antica, appartenente al Borghese Ginesi Alberto, con grande giardino didattico.
- Torre, appartenente ad uno scomparso castello a pianta rettangolare inglobato all'interno della cinta muraria.

Più che di una torre si tratta di un vero e proprio palazzo, articolato su quattro piani di circa 40 m² ciascuno. Nel palazzo è da individuarsi il castello, eretto dall'Abate Venanzio nell'interesse ed a tutela dei possedimenti vescovili nella Valle dell'Aulella.

## Infrastrutture e trasporti
Rometta è attraversata dalla Strada statale 63 del Valico del Cerreto, sulla quale sono svolte autocorse di collegamento con Aulla a cura di CTT Nord.
Comune con la frazione di Soliera, è inoltre presente una fermata ferroviaria servita dai treni che percorrono la ferrovia Lucca-Aulla.